# Jan Gierada
Jan Gierada (ur. 10 września 1946 w Zamkowej Woli) – polski menedżer, samorządowiec, działacz społeczny i sportowy, w latach 1999–2015 dyrektor naczelny Wojewódzkiego Szpitala Zespolonego w Kielcach, wieloletni radny tego miasta (1990–1994 i od 2002).

## Życiorys

### Wykształcenie i działalność zawodowa
Ukończył studia na Politechnice Świętokrzyskiej, uzyskując dyplom inżyniera budownictwa lądowego i uprawnienia budowlane. Odbył nadto studia podyplomowe na czterech kierunkach, m.in. w zakresie ochrony zdrowia i zarządzania nieruchomościami.
W 1972 podjął pracę w Wojewódzkim Szpitalu Zespolonym w Kielcach. Był zastępcą dyrektora ds. eksploatacyjno-ekonomicznych, natomiast w 1999 został dyrektorem naczelnym tej placówki. Na początku 2014 wyraził chęć przejścia na emeryturę i pozostania na stanowisku, przesyłając w tej sprawie pismo do marszałka województwa świętokrzyskiego. W związku z prawną niemożnością takiego rozwiązania, po kilkunastu dniach zrezygnował z niego. Z funkcji dyrektora szpitala ustąpił z początkiem stycznia 2015.

### Działalność polityczna i społeczna
Sprawował mandat radnego Rady Miejskiej Kielc w latach 1990–1994. W 2002 został wybrany ponownie z listy SLD-UP. Reelekcje uzyskiwał kolejno w 2006, 2010 (otrzymując najwięcej głosów spośród wszystkich kandydatów) i 2014. W 2010 kandydował także na urząd prezydenta Kielc, zajmując drugie miejsce z wynikiem 11 744 głosów (16,06%).
W wyborach parlamentarnych w 2007, jako kandydat KKW Lewica i Demokraci SLD+SDPL+PD+UP, bez powodzenia ubiegał się o mandat senatora w okręgu nr 32, uzyskując 121 700 głosów. W 2011 bezskutecznie kandydował z listy SLD w wyborach do Sejmu w okręgu nr 33.
Należał do PZPR i Socjaldemokracji Rzeczypospolitej Polskiej. W 2008 roku wystąpił z Sojuszu Lewicy Demokratycznej, zarzucając władzom partii wystawienie go w wyborach do Senatu, a nie Sejmu. W 2010 roku został ponownie przyjęty do SLD, przegrywając wcześniej rywalizację z Jackiem Kowalczykiem o rekomendację na stanowisko prezydenta Kielc ze strony Polskiego Stronnictwa Ludowego. W 2015 został wykluczony z SLD, m.in. ze względu na „szkalowanie dobrego imienia organizacji oraz jej organów statutowych, a także głosowanie niezgodnie z zaleceniami Rady Miejskiej SLD”.
Zaangażował się w działalność społeczną (organizując koncerty charytatywne dla dzieci) oraz sportową, zostając prezesem Okręgowego Związku Bokserskiego w Kielcach.

## Odznaczenia
W 2013, za wybitne zasługi na rzecz ochrony zdrowia, za działalność charytatywną i społeczną, został odznaczony Krzyżem Kawalerskim Orderu Odrodzenia Polski.